# Ruta Costera
La Ruta Costera es un proyecto turístico y de conexión, que abarca la costa del norte y centro sur de Chile.
Esta ruta tiene como finalidad unir Chile por un camino costero desde la Región de Arica y Parinacota hasta la Región de Los Lagos, el cual logrará la integración de zonas aisladas, e incremente igualmente la actividad turística de las zonas costeras.
La ruta está proyectada como un segundo eje que cruce Chile (siendo la ruta principal la Ruta 5), la cual debería ubicarse principalmente entre 1 a 3 km del mar, y evitando en la medida que las características geográficas del territorio lo permita, al cruzar centros poblados; y que en casos excepcionales no este ubicada a más de entre 20 a 25 km del litoral costero. Actualmente la ruta aún está en construcción en algunos tramos, considerando entre ellos los siguientes:
En 2001 se inauguró en la comuna de Constitución el Puente Cardenal Silva Henríquez, que atraviesa el río Maule y permite conectar la ciudad con la parte norte de la comuna y hacia la costa sur del Maule, en la ruta J-52-K (parte de la Ruta Costera).
- Caleta Coloso-Caleta El Cobre-Paposo (Región de Antofagasta)
- Boyeruca-Iloca (Región del Maule)
- Cobquecura-Puente Itata (Región de Ñuble)
- Tomé-Penco (Región del Biobío)
- Mehuín-Curiñanco-Niebla (Región de Los Ríos)
- La Barra (Río Bueno)-Bahía Mansa (Región de Los Lagos)

## Tramos considerados como Ruta Costera
- Arica - Camarones - Iquique (Región de Arica y Parinacota - Región de Tarapacá)
- Freirina - Huasco - Coquimbo (Región de Atacama - Región de Coquimbo)[3]
- Papudo-Concón-Reñaca  (Región de Valparaíso)
- Quintay-Santo Domingo (Región de Valparaíso)(véase Litoral de los Poetas)
- Pichilemu-río Boyeruca (Región de O'Higgins)
- Iloca-Cobquecura (Región del Maule/Región de Ñuble)
- Dichato-Concepción (Región del Biobío)(ruta 150)
- San Pedro de la Paz-Arauco-Lebu (Región del Biobío)(rutas 160, P-20 y P-40)
- Tirúa-Queule (Región del Biobío/Región de La Araucanía)[4]
- Rio Imperial - Lago Budi (Región de La Araucanía)[4]
- Puerto Montt-Calbuco (Región de Los Lagos)[5]